# صیفوره نیازی
صیفوره نیازی (زاده ۱۳۳۹ شهر مزار شریف بلخ) سیاستمدار افغانستان و نماینده مردم بلخ در دوره‌های پانزدهم و شانزدهم مجلس نمایندگان می‌باشد. ایشان در مجلس شانزدهم نمایندگان افغانستان عضو کمیسیون امور دینی، فرهنگی، معارف و تحصیلات عالی می‌باشد.

## زندگی‌نامه
صیفوره نیازی زاده ۱۳۳۹ از شهر مزار شریف ولایت بلخ می‌باشد. ایشان تحصیلات مدرسه‌ای خود را در لیسه سلطان راضیه شهر مزار شریف به اتمام رسانده و پس از آن وارد دانشکده ساینس شده و مدرک لیسانس خود را کسب کرده‌است. پس از آن در بخش معارف و نهادهای مربوط به زنان فعالیت کرده‌است.

## دیگر فعالیت‌ها
دیگر فعالیت‌های ایشان:
- مدرس در لیسه‌های افغانستان و تاجیکستان.
- مدیر لیسه سلطان راضیه.
- ریاست امور زنان ولایت بلخ.
- مسئول اتحاد و همبستگی زنان مهاجر افغانستان در تاجیکستان.
- عضو لویه جرگه تصویب قانون اساسی.
- نماینده مردم بلخ در دوره پانزدهم مجلس نمایندگان.